# 斑胡椒鯛
斑胡椒鯛（学名：Plectorhynchus chaetodonoides），又稱厚唇石鱸，俗名燕子花旦、打鐵婆、花臉，為輻鰭魚綱鱸形目石鱸科的其中一個種。

## 分布
本魚分布於印度西太平洋區，包括馬爾地夫、斯里蘭卡、印度、安達曼海、日本南部、中國東海、南海、台灣、越南、菲律賓、印尼、泰國、澳洲、所羅門群島、斐濟群島、新幾內亞、新喀里多尼亞、密克羅尼西亞、馬里亞納群島、馬紹爾群島、聖誕島、諾魯的海域。

## 深度
水深1至30公尺。

## 特徵

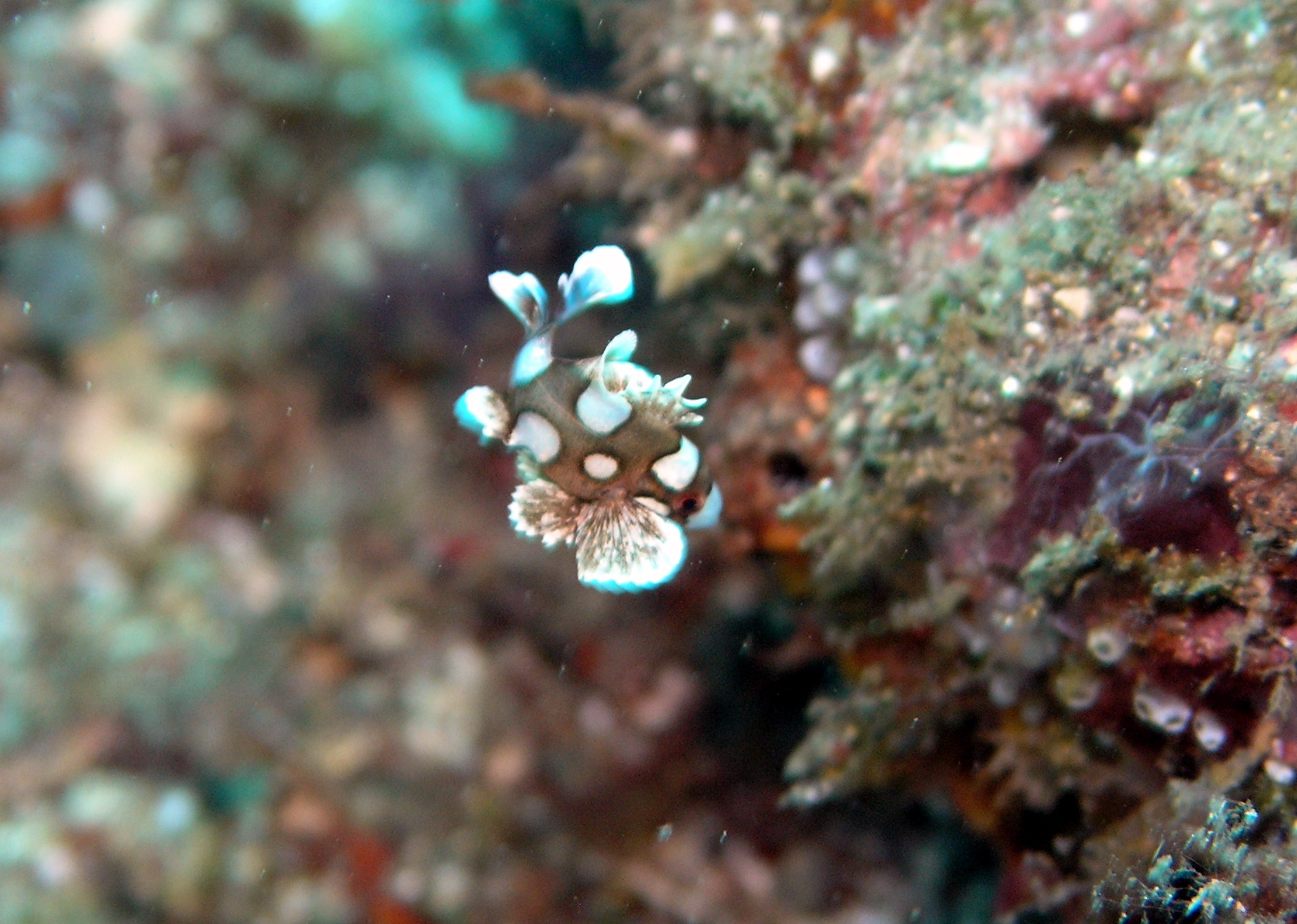
幼體

本魚體色以均勻的淡棕色為底，頭部、身體上半部都均勻地散佈許多小於眼徑的棕色斑點，各鰭除了胸鰭外亦散佈著許多棕色斑點，其中以身體背側的斑點較大；大致而言，斑的大小均大於斑間距。胸鰭基部上亦有2枚小斑。幼魚體色和成魚相差甚多，體色以棕色為底，頭、身上及尾鰭上有許多大白斑，白斑內尚有些小褐斑。背鰭硬棘11至13枚、軟條18至20枚；臀鰭硬棘3枚、軟條7至8枚。側線鱗片數55至58枚。體長可達72公分。

## 生態
本魚棲息在沿岸的岩礁區，以甲殼類、魚類等為食。

## 經濟利用
為大型的經濟性食用魚，適宜各種烹煮方法。幼魚體色特別可飼養觀賞。